# Santa Cruz de Grou
Grou (llamada oficialmente Santa Cruz de Grou) es una parroquia del municipio español de Lobera, en la provincia de Orense, Galicia.

## Organización territorial
La parroquia está formada por seis entidades de población:
- A Santa Cruz
- As Conchas
- Carreiras
- Gaiás
- Ermille
- Tedós

## Demografía
| Gráfica de evolución demográfica de Grou entre 2000 y 2022 |
|                                                            |
| Datos según el nomenclátor publicado por el INE.           |